# Placia
Placia (en griego, Πλακία) era una antigua colonia griega del Helesponto.
Fue fundada por los pelasgos, de quienes conservaban su lengua, al igual que la ciudad de Escílace y en tiempos de Heródoto pertenecía a los atenienses.
Plinio el Viejo la sitúa, al igual que Escílace, entre la ciudad de Cícico y el río Ríndaco.